# Estación de Diessenhofen
La estación de Diessenhofen es una estación ferroviaria de la comuna suiza de Diessenhofen, en el Cantón de Turgovia.

## Historia y situación
La estación de Diessenhofen fue abierta en el año 1894 con la inauguración del tramo Schaffhausen - Etzwilen de la Seelinie Schaffhausen - Rorschach por el Schweizerische Nordostbahn (NOB). NOB se integró en 1902 en los SBB-CFF-FFS.
La estación se encuentra ubicada en el sur del núcleo urbano de Diessenhofen. Consta de dos andenes, uno central y otro lateral a los que acceden dos vías pasantes, a las que hay que añadir una vía topera.
La estación está situada en términos ferroviarios en la línea Schaffhausen - Rorschach. Sus dependencias ferroviarias colaterales son la estación de St. Katharinental hacia Schaffhausen y la estación de Schlattingen en dirección Rorschach.

## Servicios ferroviarios
Los servicios son prestados por SBB-CFF-FFS:

### S-Bahn San Galo
En la estación efectúan parada los trenes de cercanías de dos líneas de la red S-Bahn San Galo:
- S 3 Schaffhausen - Stein am Rhein - Kreuzlingen – Romanshorn - Wittenbach – San Galo – San Galo Haggen
- S 8 Schaffhausen - Stein am Rhein – Kreuzlingen – Romanshorn - Rorschach

### S-Bahn Zúrich
La estación está integrada dentro de la red de trenes de cercanías S-Bahn Zúrich, y en la que efectúan parada los trenes de una línea perteneciente a S-Bahn Zúrich:
- S N3 Winterthur – Schaffhausen (– Stein am Rhein)